# Período contábil
Um período contábil, na contabilidade, é o período com referência ao qual as contas da administração e as demonstrações financeiras são preparadas. 
As Normas Internacionais de Relato Financeiro permitem um período de 52 semanas como período contábil em vez de 12 meses, comum na contabilidade financeira. Este método é conhecido como calendário 4-4-5 no uso britânico e da Commonwealth e o ano fiscal de 52-53 semanas nos Estados Unidos. Nos Estados Unidos, o método é permitido pelos princípios contábeis geralmente aceitos, bem como pelo Regulamento 1.441-2 do Código da Receita Federal dos EUA (publicação 538 do IRS).
Em algumas das ferramentas de ERP, há mais de 12 períodos contábeis em um ano financeiro. Eles colocam um período contábil como "Ano Aberto", onde todos os saldos transitados do último ano financeiro são compensados e um período como "Fechamento do Ano", onde todas as transações são encerradas para o mesmo ano financeiro. Os sistemas mais antigos às vezes chamavam esses períodos de "Mês 0" e "Mês 13".